# 蝴蝶梦 (电影)
《蝴蝶梦》（英語：Rebecca，星馬舊譯《情天刼》）是一部由希区柯克所导演的黑白悬疑电影，改编自女作家达夫妮·莫里哀的同名小说，劳伦斯·奥利维尔和琼·芳登主演。这是希区柯克来到好莱坞以后所拍摄的第一部电影，本片获得了1940年奥斯卡奖的11项提名并最终斩获奥斯卡最佳影片奖以及黑白片类型的最佳摄影奖，希区柯克获得了自己的第一个同时也是唯一一个奥斯卡最佳影片奖，也是制片人大卫·O·塞尔兹尼克在《乱世佳人》之后连续第二年获得奥斯卡最佳影片奖。

## 剧情
本片的故事开始于摩納哥蒙特卡洛，富有的美国妇人Edythe Van Hopper雇佣了一个年轻女性作为自己的伴侣。当妇人因为感冒而卧病在床时，年轻的女子被一位来自康沃尔的富有绅士 Maxim 迷住。这位绅士很快把她娶回家，实际上这已经是他第二段婚姻了。他的第一任妻子Rebecca死于船隻事故，从那以后这位先生就一直处于痛苦之中。而这位新任妻子的天真无邪似乎為他带来了新的生命，兩人開始幸福的婚姻生活，新任妻子卻開始發現一切和她想像的不一樣。

## 角色
- 瓊·芳登 - 第二任de Winter夫人
- 勞倫斯·奧立佛 - Maxim de Winter, Manderley庄园的主人
- 朱迪絲·安德森 - Mrs. Danvers, Manderley的女管家
- George Sanders - Jack Favell, Rebecca的表亲兼情人
- Reginald Denny - Frank Crawley, Maxim的财产主管
- Gladys Cooper - Beatrice Lacy, Maxim的姐姐
- C. Aubrey Smith - Colonel Julyan
- Nigel Bruce - Major Giles Lacy, Beatrice的丈夫
- Florence Bates - Mrs. Edythe Van Hopper, 雇佣second Mrs. de Winter的妇人
- Edward Fielding - Frith, Manderley的老管家
- Melville Cooper - 法庭上的验尸官
- Leo G. Carroll - Dr. Baker, Rebecca的医生
- Leonard Carey - Ben, 住在Manderley海滩上的男子
- Lumsden Hare - Mr. Tabbs, 造船者
- Forrester Harvey - Chalcroft，客栈老板
- Philip Winter - Robert, Manderley的佣人

## 奥斯卡奖

### 提名
- 奥斯卡最佳原创音乐
- 奥斯卡最佳男主角奖
- 奥斯卡最佳女主角奖
- 奥斯卡最佳女配角奖
- 奧斯卡最佳改編劇本獎
- 奥斯卡最佳艺术指导奖
- 奥斯卡最佳导演奖
- 奥斯卡最佳影片剪辑奖
- 奧斯卡最佳視覺效果獎

### 获奖
- 奥斯卡最佳影片
- 奥斯卡最佳摄影[3]